# Bisdom Koudougou

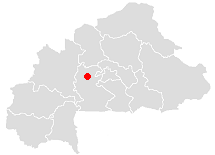
Ligging van de stad Koudougou binnen Burkina Faso

Het bisdom Koudougou (Latijn: Dioecesis Kuduguensis) is een rooms-katholiek bisdom met als zetel Koudougou in Burkina Faso. Het is een suffragaan bisdom van het aartsbisdom Ouagadougou. Het bisdom werd opgericht in 1955.
In 2019 telde het bisdom 24 parochies. Het bisdom heeft een oppervlakte van 26.354 km² en omvat de provincies Boulkiemdé, Sanguié, Sissili en Ziro in de regio Centre-Ouest, een deel van de provincie Balé in de regio Boucle du Mouhoun en het grootste deel van de provincie Passoré in de regio Nord. Het bisdom telde in 2019 1.809.000 inwoners waarvan 22,1% rooms-katholiek was.

## Geschiedenis
In 1912 kwamen de eerste missionarissen aan in Réo. In 1947 werd de apostolische prefectuur Koudougou opgericht. In 1954 werd dit een apostolisch vicariaat en het jaar erop een bisdom. Joseph-Marie-Eugène Bretault, de Franse witte pater die ervoor al de apostolische prefectuur en het apostolisch vicariaat had geleid, werd de eerste bisschop. Anthyme Bayala werd in 1966 de eerste inlandse bisschop van Koudougou.
In 1958 werd het kleinseminarie Petit Séminaire Notre Dame d’Afrique geopend in Koudougou.

## Bisschoppen
- Joseph-Marie-Eugène Bretault, M. Afr. (1955-1965)
- Anthyme Bayala (1966-1984)
- Basile Tapsoba (1984-2011)
- Joachim Hermenegilde Ouédraogo (2011-)

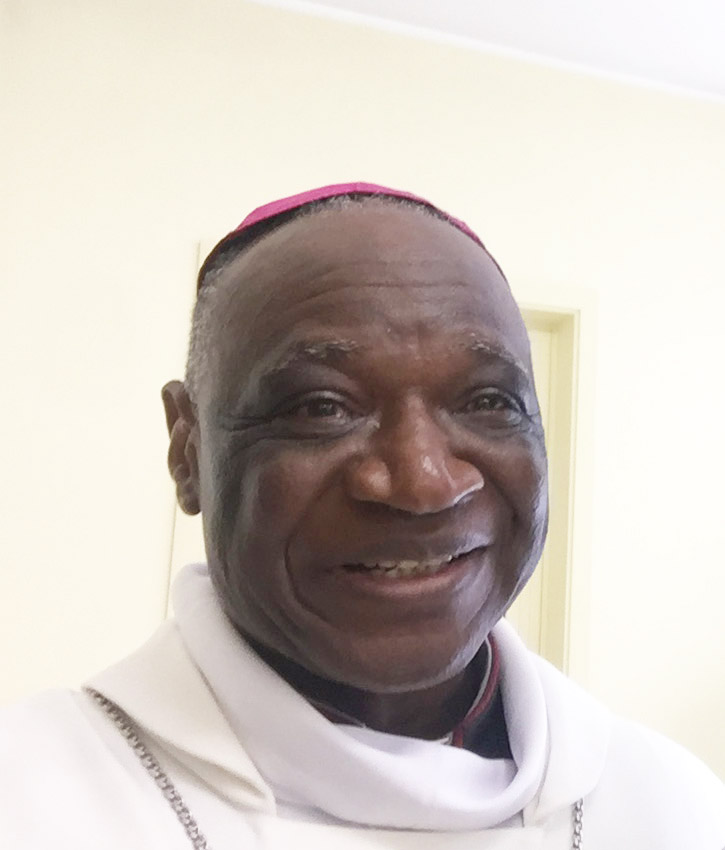
Basile Tapsoba